# Maude Farris-Luse
Maud (Davis) Farris-Luse (21 de janeiro de 1887 – 18 de março de 2002) foi, entre Junho de 2001 e a data do seu falecimento, a pessoa mais velha do mundo, tendo falecido com  115 anos e 49 dias. Era norte-americana, do estado do Michigan. Sucedeu-lhe no título Kamato Hongo, de 114 anos de idade.